# (6733) 1992 EF
(6733) 1992 EF (1992 EF, 1976 EF, 1979 SR10, 1979 VX, 1981 AY, 1990 XN1) — астероїд головного поясу, відкритий 2 березня 1992 року.
Тіссеранів параметр щодо Юпітера — 3,226.